# Psylliodes laevicollis
Psylliodes laevicollis es una especie de insecto coleóptero de la familia Chrysomelidae.
Fue descrita científicamente en 1851 por Dufour.